# Ernst Breitenstein

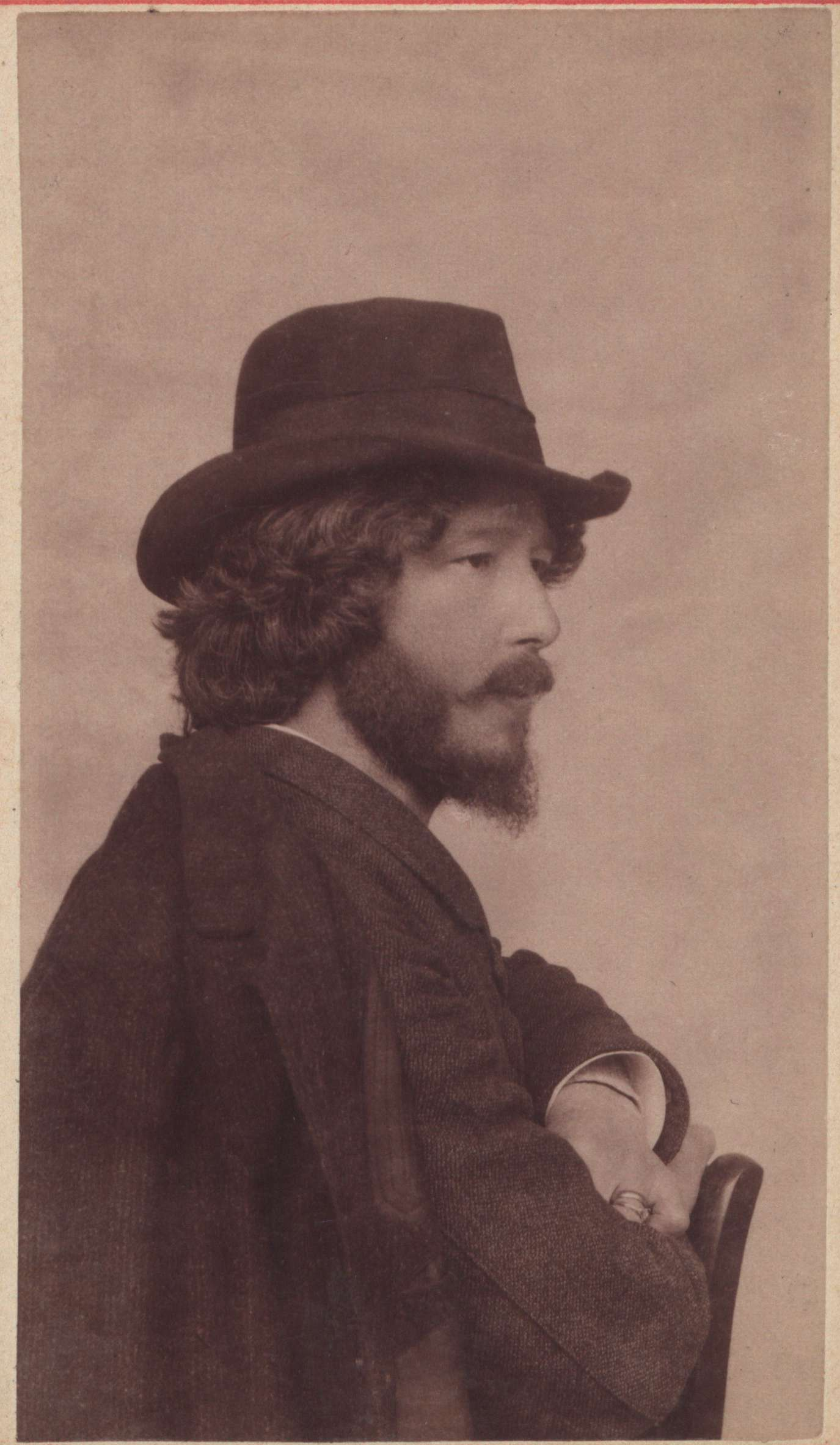
Ernst Breitenstein (zwischen 1880 und 1900)

Ernst Breitenstein (* 12. Juli 1857 in Binningen; † 15. November 1929 ebenda, heimatberechtigt in Basel und Ziefen) war ein Schweizer Kunstmaler.

## Leben und Werk
Ernst Breitenstein war ein Sohn des Pfarrers, Armenhelfers und Schriftstellers Jonas Breitenstein und der aus Ziefen stammenden Theresia, geborene Tschopp.
Breitenstein absolvierte eine Lehre zum Flachmaler und besuchte die von der Gesellschaft zur Beförderung des Guten und Gemeinnützigen gegründeten Zeichen- und Modellierschule in Basel. Sein Lehrer war Fritz Schider. Zudem war er als Mitarbeiter von Ernst Stückelberg an den Tellfresken beschäftigt.
Ab 1881 hielt sich Breitenstein in Paris auf und bemalte vorwiegend Fayencen. Seine Werke stellte er regelmässig in Pariser Kunstsalons aus. Nachdem an der Pariser Weltausstellung 1889 sein Gemälde Ma chère mère mit einer Bronzemedaille ausgezeichnet worden war, kehrte er in die Schweiz zurück.
Mit seiner Familie lebte er abwechselnd in Binningen und auf dem Hasliberg und widmete sich der Malerei. Als begabter Porträtmaler erhielt er von der wohlhabenden Basler Gesellschaft viele Aufträge. Breitenstein war auch als Autor tätig. Seine Werke sind zusammen mit Werken seines Vaters, im Ortsmuseum von Binningen ausgestellt. 